# Buelles
Buelles  ist eine Parroquia in der Gemeinde Peñamellera Baja der autonomen Region Asturien. Panes, der Verwaltungssitz der Gemeinde, liegt sechs Kilometer entfernt.

## Geographie
Die Parroquia mit ihren 110 Einwohnern (Stand 2011) liegt auf 26 m über NN. Die Parroquia umfasst die Weiler und Dörfer:
La Zalce, El Barriu, El Corral de Cuyá, Casa la Cotera, La Carrá, La Calle, El Corral Vieju, El Sel, La Roza, La Concha, El Covaju, El Baroju, La Escuela, Murón, El Mercadillu, El Pozu y El Coteru, die inzwischen in der Dorfgemeinschaft aufgegangen sind, aber noch wie ein Ortsteil geführt werden. Seine Eigenständigkeit als Dorf bewahrt hat nur 
El Mazo, 37 Einwohner (2011). 43° 19′ 50″ N, 4° 33′ 14″ W

## Fiestas
Es gibt viele Veranstaltungen das ganze Jahr über.

## Klima
Der Sommer ist angenehm mild, aber auch sehr feucht. Der Winter ist ebenfalls mild und nur in den Hochlagen streng.
Temperaturen im Februar 2007 3–9 °C
Temperaturen im August 2007 19–25 °C

## Sehenswürdigkeiten
- Kirche San Andrés vom Ende des 16. Jahrhunderts
- Prächtige Stadthäuser des Landadels